# Puerto del Carmen
Puerto del Carmen is een moderne langgerekte badplaats aan de zuidkust van het Canarische eiland Lanzarote. Puerto del Carmen ligt ten zuidwesten van Arrecife en is de drukste badplaats van het eiland.

## Geschiedenis
Puerto del Carmen was oorspronkelijk een klein vissersdorpje met hellende straatjes en een kleine haven met visserschepen. Dat is nog steeds te zien in het oudste deel, in de oude haven.

## Toerisme
Langs de 6,5 km lange boulevard richting luchthaven zijn talloze hotels, restaurantjes en andere accommodaties.
Hoewel het flink is gegroeid, is er in Puerto del Carmen geen hoogbouw te vinden. Dit komt door de strikte planologische beperkingen van César Manrique.

## Sport
Aan het Playa Grande in Puerto Del Carmen start en eindigt jaarlijks de Ironman van Lanzarote.

Voor de kust ligt een kilometers lang rif, met veel mogelijkheden voor zowel beginnende als vergevorderde sportduikers. Zo'n 40 duikscholen zijn hierop actief. Ook is er veel fietsverhuur terug te vinden in Puerto del Carmen

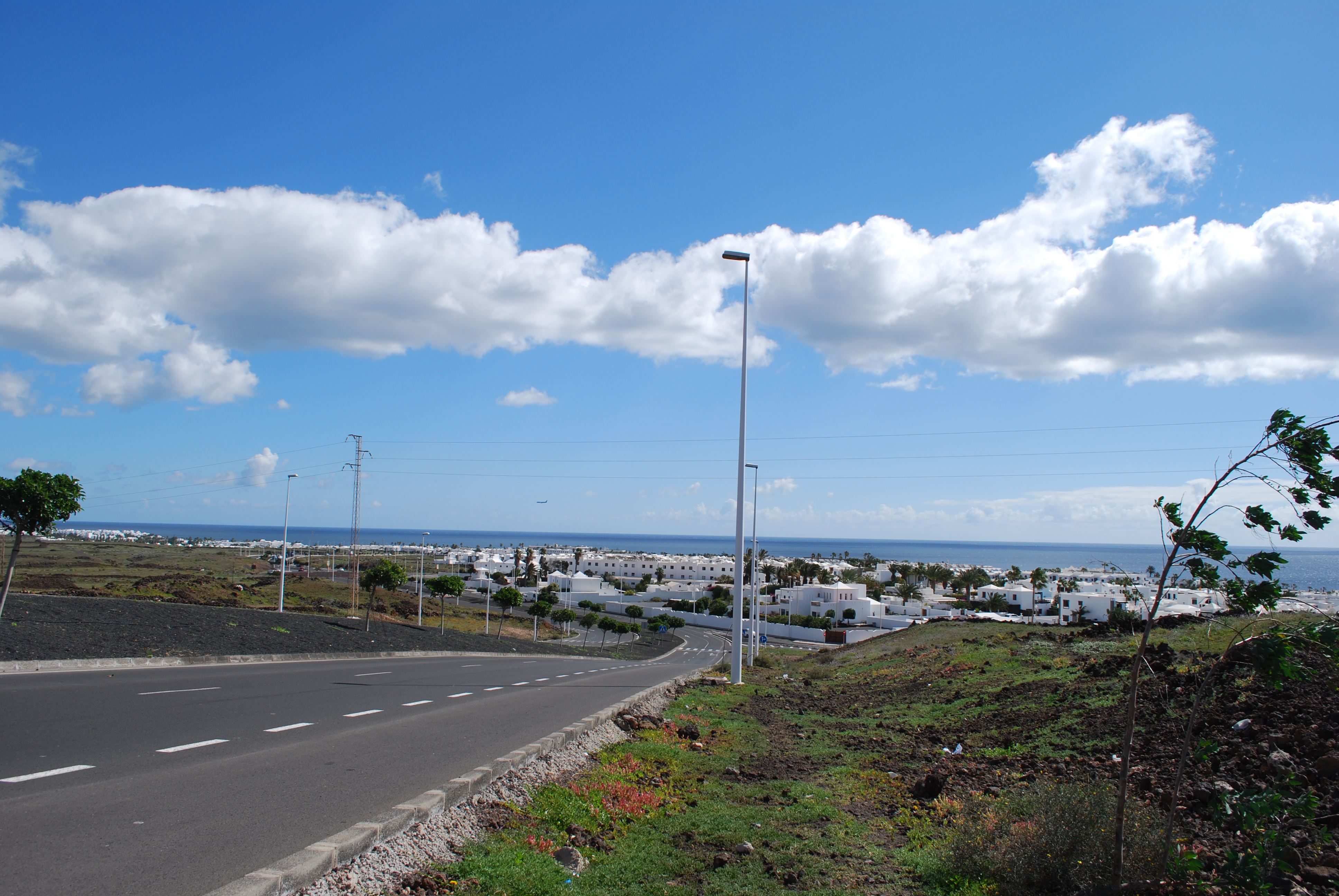
Puerto del Carmen vanuit Tías